# 特拉沃河

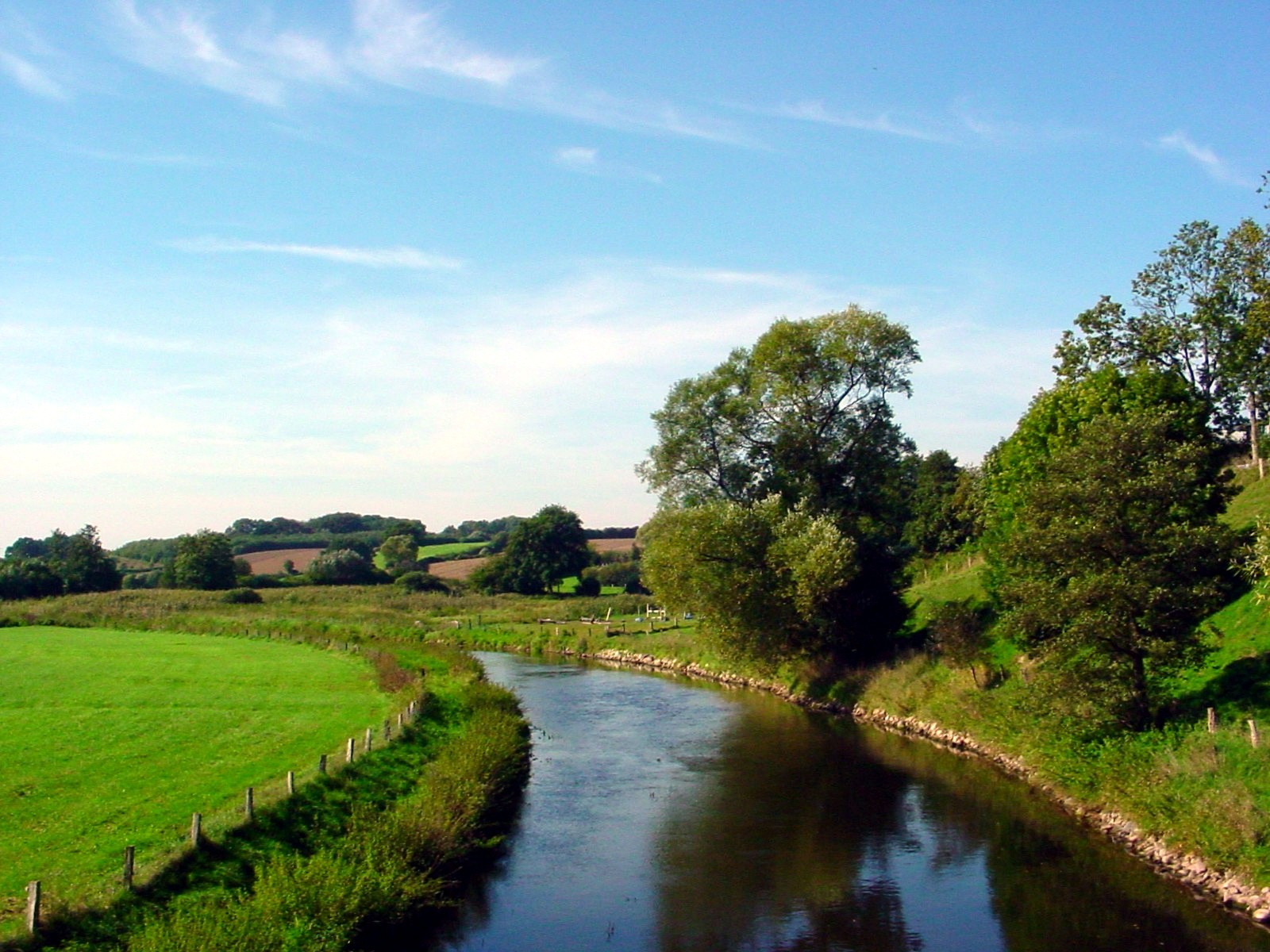
特拉沃河

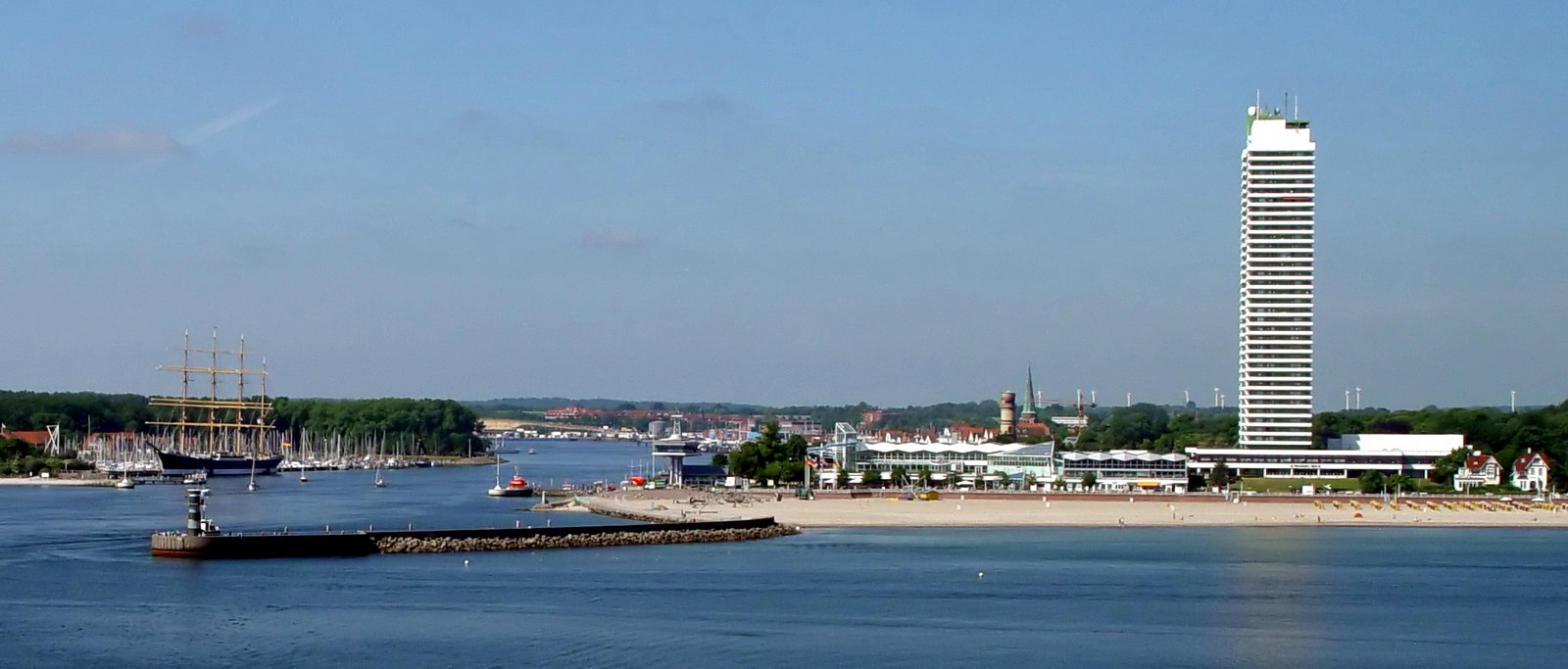
特拉沃河

53°57′39″N 10°53′14″E / 53.96083°N 10.88722°E
特拉沃河（德語：Trave，發音：[ˈtʁaːvə] ⓘ）是德國的河流，位於石勒蘇益格－荷爾斯泰因州，河道全長124公里，流域面積2,676平方公里，最終注入波羅的海，河畔城鎮有巴特塞格贝格、巴特奧爾德斯洛和呂貝克。